# Route 16A (Alberta)
Pour les articles homonymes, voir Route 16A.
La Route 16A est la désignation de trois routes alternatives de la route 16 (Route Yellowhead) en Alberta. Le segment entre Evansburg et Entwistle est référé comme 16A:08 par le Gouvernement alors que le segment à Vegreville est numéroté 16A:24. Le segment à l'ouest d'Edmonton est indiquée comme 16A:14 et 16A:16 mais est mieux connu comme Parkland Highway et Stony Plain Road.

## Evansburg – Entwistle
La route 16A:08 longe la route 16 au nord, croisant la route 22 et passant par Evansburg, le Parc provincial de Pembina River et Entwistle.

### Intersections majeures
| Municipalité rurale / spécialisée | Ville     | km                                             | Destinations                                     | Notes                                                  |
| --------------------------------- | --------- | ---------------------------------------------- | ------------------------------------------------ | ------------------------------------------------------ |
| Comté de Yellowhead               |           | 0,00                                           | AB-16 – Edmonton, Jasper                         |                                                        |
| Comté de Yellowhead               | 2,70      | AB-22 – Mayerthorpe                            |                                                  |                                                        |
| Comté de Yellowhead               | 9,50      | Traverse la rivière Pembina                    | Traverse la rivière Pembina                      |                                                        |
| Comté de Parkland                 | 9,50      |                                                | Entrée ouest du Parc provincial de Pembina River | Entrée ouest du Parc provincial de Pembina River       |
| Comté de Parkland                 | 10,50     | Entrée est du Parc provincial de Pembina River | Entrée est du Parc provincial de Pembina River   |                                                        |
| Comté de Parkland                 | Entwistle | 13,60                                          | AB-16 / AB-22 nord – Edmonton, Jasper            | Échangeur; sortie 289 de l'AB-16; continue comme AB-22 |
| Comté de Parkland                 | Entwistle | 13,60                                          | AB-22 sud – Drayton Valley                       | Échangeur; sortie 289 de l'AB-16; continue comme AB-22 |
| - Transition de route             |           |                                                |                                                  |                                                        |

## Parkland Highway
Parcourant 35 km (22 mi), la route 16A (Parkland Highway) est parallèle à la route 16, laquelle est située 3,2 km (2 mi) au nord. La route débute à l'ouest de Stony Plain près du hameau de Carvel.  La Parkland Highway est une voie de circulation majeure dans les villes-dortoir de Stony Plain et Spruce Grove. À Acheson, elle croise la route 60. La route 16A entre à Edmonton via la Stony Plain Road, qui se sépare en deux rues à sens unique, la direction est empruntant 100 Avenue. La route se termine à la jonction avec l'AB-216 (Anthony Henday Drive).

### Intersections majeures
| Municipalité rurale / spécialisée       | Ville            | km          | Destinations                                            | Notes                                                                          |
| --------------------------------------- | ---------------- | ----------- | ------------------------------------------------------- | ------------------------------------------------------------------------------ |
| Comté de Parkland                       |                  | 0,00        | AB-16 ouest vers AB-43 nord – Jasper, Grande Prairie    | Échangeur; sortie 344 de l'AB-16; sortie direction ouest, entrée direction est |
| Stony Plain                             | Stony Plain      | 11,30       | AB-779 (48 Street)                                      | Échangeur                                                                      |
| Comté de Parkland                       | Acheson          | 25,70       | Range Road 264                                          | AB-16 est vers direction sud; AB-16 ouest vers direction nord                  |
| Comté de Parkland                       | Acheson          | 27,30       | AB-60 (Devonian Way) – Devon                            | Échangeur                                                                      |
| Ville d'Edmonton                        | Ville d'Edmonton | 32,20       | Winterbum Road NW                                       | Échangeur                                                                      |
| Ville d'Edmonton                        | Ville d'Edmonton | 33,40       | Début des rues à sens unique                            | Début des rues à sens unique                                                   |
| Ville d'Edmonton                        | Ville d'Edmonton | 33,40–34,80 | AB-2 / AB-216 (Anthony Henday Drive)                    | Sortie 21 de l'AB-2 / AB-216; terminus est de l'AB-16A                         |
| Ville d'Edmonton                        | Ville d'Edmonton | 33,40–34,80 | Stony Plain Road / 100 Avenue – Centre-ville d'Edmonton | Direction est via 100 Avenue; direction ouest via Stony Plain Road             |
| - Accès incomplet - Transition de route |                  |             |                                                         |                                                                                |

## Vegreville
La route 16A:24 parcourt le centre de Vegreville en empruntant 50 Avenue.

### Intersections majeures
| Municipalité rurale / spécialisée         | Ville      | km   | Destinations                         | Notes                                                                          |
| ----------------------------------------- | ---------- | ---- | ------------------------------------ | ------------------------------------------------------------------------------ |
| Comté de Minburn No 27                    |            | 0,00 | AB-16 ouest – Edmonton               | Échangeur; sortie 481 de l'AB-16; sortie direction ouest, entrée direction est |
| Vegreville                                | Vegreville | 5,20 | AB-857 nord (60 Street) – Willingdon | Terminus ouest du multiplex avec l'AB-857                                      |
| Vegreville                                | Vegreville | 7,20 | AB-857 nord (47 Street) – Bruce      | Terminus est du multiplex avec l'AB-857                                        |
| Comté de Minburn No 27                    |            | 9,50 | AB-16 est – Lloydminster             | Échangeur; sortie 492 de l'AB-16; sortie direction est, entrée direction ouest |
| - Terminus de multiplex - Accès incomplet |            |      |                                      |                                                                                |